# Botafogo Futebol Clube (João Pessoa)
El Botafogo Futebol Clube comúnmente referido como Botafogo da Paraíba es un club de fútbol de la ciudad de João Pessoa, en el estado de Paraíba en Brasil. El club fue fundado el 28 de septiembre de 1931.
Como dato anecdótico los colores del escudo del club hasta 1979 fueron el blanco y negro. En dicho año se optó por reemplazar la estrella blanca por la estrella roja en honor a la bandera de Paraíba, de manera de diferenciarse de su homónimo carioca el Botafogo de Río de Janeiro.

## Historia
En el fútbol profesional destaca por ser el club más exitoso en el estado de Paraíba, al lograr 30 títulos en el Campeonato Paraibano, en 2013 hace historia al convertirse en el primer club paraibano en lograr un campeonato nacional el Campeonato Brasileño de Serie D. En cuanto a participaciones en torneos nacionales, el Botafogo ha estado presente en 7 ediciones del Campeonato Brasileño de Serie A desde 1971.
Los clásicos rivales del Botafogo son el Treze Futebol Clube y el Campinense Clube ambos de la ciudad de Campina Grande, con los cuales se disputa el derecho de ser el equipo más popular dentro del estado de Paraíba.

## Estadio
El equipo disputa sus partidos en el Estadio José Américo de Almeida Filho popularmente nombrado Almeidão, con una capacidad para 40.000 personas.

## Entrenadores
- Celso Teixeira (diciembre de 2008–febrero de 2009)[6][7]
- Maurício Simões (febrero de 2009–2009)[7]
- Argeu (diciembre de 2009-marzo de 2010)[8][9]
- Itamar Schülle (marzo de 2010–2010)[9]
- Suélio Lacerda (octubre de 2011–marzo de 2012)[10][11]
- Neto Maradona (marzo de 2012–septiembre de 2012)[12][13]
- Pedro Manta (septiembre de 2012–octubre de 2012)[14][15]
- Agnaldo Oliveira (interino- octubre de 2012–noviembre de 2012)[16]
- Marcelo Vilar (noviembre de 2012-mayo de 2015)[17][18]
- Roberto Fonseca (mayo de 2015–julio de 2015)[19][20]
- Ramiro Sousa (interino- julio de 2015)[21]
- Luis Carlos Mendes (julio de 2015–agosto de 2015)[22]
- Humberto Santos (agosto de 2015-? de 2015)[22]
- Itamar Schülle (noviembre de 2015–agosto de 2017)[23][24][25]
- Ramiro Sousa (interino- agosto de 2017)[26]
- Ademir Fonseca (agosto de 2017)[27][28]
- Ramiro Sousa (interino- agosto de 2017–septiembre de 2017)[29]
- Leston Júnior (septiembre de 2017–junio de 2018)[30][31]
- Ramiro Sousa (interino- junio de 2018)[31]
- Evaristo Piza (junio de 2018–marzo de 2020)[32][33]
- Warley Santos (interino- marzo de 2020–2020)[34]
- Mauro Fernandes (junio de 2020–agosto de 2020)[35][36]
- Rogério Zimmermann (agosto de 2020–noviembre de 2020)[37][38]
- Marcelo Vilar (enero de 2021–abril de 2021)[39][40]
- Gerson Gusmão (abril de 2021–junio de 2022)[41][42]
- Felipe Surian (abril de 2023–octubre de 2023)[43][44]
- Cristian de Souza (noviembre de 2023–febrero de 2024)[45][46]
- Severino Maia (interino- febrero de 2024–marzo de 2024)[46]
- Moacir Júnior (marzo de 2024–abril de 2024)[47][48]
- Evaristo Piza (abril de 2024–octubre de 2024)[48][49]
- João Burse (noviembre de 2024–presente)[50]

## Presidentes
- Roberto Burity (2010–?)[51]
- Zezinho Botafogo (2016–2018)[52][53][54]
- Pedro Magazine (2018)[54]
- Sérgio Meira (2018–2020)[55][56]
- Orlando Soares (2020)[56][57]
- Alexandre Cavalcanti (2020–2023)[58][59][60]
- Roberto Burity (2023–presente)[2]

## Palmarés
- Títulos nacionales
  - Campeonato Brasileño de Serie D (1): 2013

- Títulos estaduales
  - Campeonato Paraibano (31):

1936, 1937, 1938, 1944, 1945, 1947, 1948, 1949, 1953, 1954, 1955, 1957, 1968, 1969, 1970, 1975, 1976, 1977, 1978, 1984, 1986, 1988, 1998, 1999, 2003, 2013, 2014, 2017, 2018, 2019, 2025